# Юрчо, Томаш
Томаш Юрчо (словац. Tomáš Jurčo; род. 28 декабря 1992, Кошице) — словацкий хоккеист, правый нападающий клуба «Куньлунь Ред Стар».

## Карьера
Воспитанник «Кошице». Выступал за «Сент-Джон Си Догз» (QMJHL), «Гранд-Рапидс Гриффинс», «Рокфорд Айсхогс», «Шарлотт Чекерс», «Бейкерсфилд Кондорс» (все — АХЛ), «Детройт Ред Уингз», «Чикаго Блэкхокс», «Эдмонтон Ойлерз» (все — НХЛ). Всего в НХЛ сыграл 221 матч и набрал 53 очка (22+31). В плей-офф в 10 матчах набрал 2 очка (1+1).
В начале ноября 2021 года перешёл в «Барыс» из КХЛ. В сезоне 2021/22 набрал 11 очков (3+8) в 17 матчах регулярного сезона. В плей-офф в 5 матчах набрал 2 очка (2+0).
В ноябре 2022 года перешёл в в «Куньлунь Ред Стар». В сезоне 2022/23 сыграл 32 матча и набрал 25 очков (10+15).
Сезон 2023/24 начал в швейцарском «Давосе», где набрал 9 очков (6+3) в 17 матчах. После этого вернулся в КХЛ, подписал контракт с омским «Авангардом». Дебютировал в «Авангарде» 8 января 2024 года. В регулярном чемпионате 2023/24 набрал 16 очков (8+8) в 21 матче. В плей-офф набрал 5 очков (3+2) в 12 матчах.
27 июля 2024 года вернулся в «Куньлунь Ред Стар». 11 октября набрал три очка (2+1) в игре против «Северстали» (3:0).
В составе национальной сборной Словакии участник зимних Олимпийских игр 2014 (4 матча, 1+0), участник чемпионатов мира 2015, 2016 и 2018 (19 матчей, 6+5). В составе молодёжной сборной Словакии участник чемпионатов мира 2011 и 2012 (11 игр, 2+7). В составе юниорской сборной Словакии участник чемпионата мира 2009 (6 матчей, 2+3).

## Достижения
- Обладатель Кубка Колдера (2013, 2019)
- Чемпион QMJHL (2011, 2012)
- Обладатель Мемориального кубка (2011)

## Статистика
Обновлено на 01.01.2020 г.
- НХЛ — 223 игры, 54 очка (23+31)
- АХЛ — 240 игр, 169 очков (82+87)
- QMJHL — 228 игр, 239 очков (113+126)
- Мемориальный кубок — 8 игр, 8 очков (6+2)
- Сборная Словакии — 27 игр, 15 очков (9+6)
- Всего за карьеру — 726 игр, 485 очков (233+252)

## Семья
Сестра Петра также хоккеистка.